# Астрахань II
Астрахань II — залізнична станція Астраханського регіону Приволзької залізниці, розташовано у місті Астрахань, Росія.

## Опис
Станція виконує переважно вантажну роботу, та має у своєму складі 11 колій. Частина колій у приймально-відправному парку для вантажних поїздів, що чекають переробки або зміни локомотива, інші призначені для транзитного проходу поїздів. У північній горловині розташована розібрана естакада, що виходить з вантажного парку насипу північного півкільця до Болдинської пристані, від південної горловини відходить діюча гілка до Болдинської пристані.

## Діяльність
Станція є однією з найзавантаженіших в Астраханському регіон Приволзької залізниці. Всі приміські поїзди мають зупинку по станції, з них поїзд Астрахань II — Олейниково має оберт по станції. Зі станції можливі дрібні вантажні відправлення. До осені 2001 року деякі поїзди далекого прямування, в основному, пасажирські або що мають кінцевою станцією Астрахань I, також здійснювали зупинку на станції.
На деякій відстані від станції розташоване локомотивне депо Астрахань-2.